# Dornelas do Zêzere
Dornelas do Zêzere é uma povoação portuguesa sede da Freguesia de Dornelas do Zêzere do Município de Pampilhosa da Serra, freguesia com 16,40 km² de área e 667 habitantes (censo de 2021). A sua densidade populacional é 40,7 hab./km².

## Geografia
Dornelas do Zêzere está situada na margem direita do rio Zêzere, que ali faz fronteira com o Município de Fundão. 
Além da sede, a freguesia é constituída pelos lugares de Adurão, Carregal, Machial, Pisão, Selada da Porta e Portas do Souto.
Em Agosto é celebrada a festa em honra de Nossa Senhora das Neves.

## História
Esta freguesia pertenceu ao concelho de Fajão, extinto pela reforma administrativa de 1855, passando desta forma a integrar o concelho (atual município) de Pampilhosa da Serra. Até 1927 era designada apenas por Dornelas, altura em que lhe foi acrescentado “do Zêzere” por decreto nº. 14778, de 20 de setembro.

## Demografia
Nota: Por decreto de 07/09/1895 foram desanexados lugares desta freguesia e incorporados na freguesia de Barroca, do concelho do Fundão (Fonte: INE)
A população registada nos censos foi:
| Distribuição da População por Grupos Etários | Distribuição da População por Grupos Etários | Distribuição da População por Grupos Etários | Distribuição da População por Grupos Etários | Distribuição da População por Grupos Etários |
| -------------------------------------------- | -------------------------------------------- | -------------------------------------------- | -------------------------------------------- | -------------------------------------------- |
| Ano                                          | 0-14 Anos                                    | 15-24 Anos                                   | 25-64 Anos                                   | > 65 Anos                                    |
| 2001                                         | 103                                          | 90                                           | 311                                          | 173                                          |
| 2011                                         | 44                                           | 65                                           | 330                                          | 243                                          |
| 2021                                         | 36                                           | 32                                           | 300                                          | 299                                          |

## Património
- Igreja Paroquial de Dornelas do Zêzere  - templo de arquitetura simples com telhado de duas águas, apresenta-se atualmente um pouco alterado devido a uma reforma que sofreu no século XVIII. O campanário está colocado à esquerda da fachada e é composto por duas pequenas janelas de cimalha direita. Os cunhais e as cornijas são de cantaria. O corpo da igreja é de uma só nave, ladeado por duas capelas radiantes. O retábulo principal é de colunas torcidas com folhas de videira remontando a finais do século XVII.
- Miradouro do Zêzere - de onde se desfruta uma paisagem magnífica sobre o rio Zêzere e a povoação de Dornelas. Na outra margem do rio avista-se Alqueidão, já do Município de Fundão. Nos muros do miradouro estão inscritos dois poemas em painéis de azulejo, um da autoria de Gil Vicente e outro do jovem poeta Júlio Dias Nogueira (1921-1939), natural de Dornelas.
- Capela de São Miguel
- Vestígios de forno secular
- Estações arqueológicas do Forno dos Mouros, da Cova da Iria, de Vale do Ouro e da Chã de S. Miguel

## Personalidades
- Eurico Dias Nogueira, bispo católico